# 基茲涅爾區
56°18′00″N 51°00′43″E / 56.300°N 51.012°E
基茲涅爾區（俄语：Кизнерский район），是俄羅斯的一個區，位於該國西南部，由烏德穆爾特共和國負責管轄，面積2,131.1平方公里，2010年人口20,263，人口密度每平方公里9.51人。